# Noémia de Sousa
Noémia de Sousa o Vera Micaia, pseudonimo di Carolina Noémia Abranches de Sousa Soares (Catembe, 20 settembre 1926 – Cascais, 4 dicembre 2002), è stata una poetessa mozambicana che scrisse in lingua portoghese.
Le sue opere furono di grande rilevanza durante il movimento anticoloniale del Mozambico.

## Biografia
Nacque a Catembe, a sud della baia di fronte alla capitale mozambicana Maputo. Il padre aveva origini afroindiane e il nonno materno era tedesco. Imparò a leggere all'età di quattro anni, grazie agli insegnamenti del padre. Iniziò a scrivere già da ragazza, anche se pubblicò la sua prima opera solo nel 1948, all'età di 22 anni. All'età di 25 anni si trasferì in Portogallo. 
Collaborò con diversi giornali e riviste, tra cui Mensagem, Itinerário, Notícias do Bloqueio, O Brado Africano, Moçambique 58, Vértice e Sul.
Nei primi anni cinquanta fece parte del movimento Moçambicanidade. In questo periodo la cultura letteraria del Mozambico spostò la sua attenzione dagli stili europei alla consapevolezza culturale mozambicana, all'anticolonialismo e all'attivismo politico. Questo movimento letterario era una piattaforma per i cittadini del Mozambico e aveva lo scopo di aprire un dialogo su questioni riguardanti razza, classe e politica. Noémia de Sousa fu una delle principali esponenti di questo movimento e pubblicava regolarmente su alcune riviste che lo sostenevano.
Tra il 1951 e il 1964 visse a Lisbona, lavorando come traduttrice, ma a causa della sua posizione politica opposta all'Estado Novo, dovette trasferirsi a Parigi, dove lavorò presso il consolato marocchino, adottando lo pseudonimo "Vera Micaia". Tornò a Lisbona nel 1975 e divenne membro dell'ANOP (Agência Noticiosa Portuguesa), confluita nella Lusa News Agency nel 1986.
Nel 2001 l'associazione degli scrittori mozambichiani (AIMO) ha pubblicato il libro Sangue Negro, che raccoglie le sue poesie scritte tra il 1949 e il 1951. 